# Kylie (album)
 For alternative betydninger, se Kylie. (Se også artikler, som begynder med Kylie)
Kylie er debutalbummet fra den australske sangerinde Kylie Minogue. Producenter på albummet var Stock, Aitken og Waterman, som også skrev de fleste af sangene. I Nordamerika nåede albummet ikke højt på Billboard, men det formåede dog at sælge over 500.000 eksemplarer. Kylie har opnået syv gange platin i Storbritannien og solgt 7,5 million eksemplarer på verdensplan.

## Udgivelse
Albummet blev udgivet i juli 1988 og fik blandede anmeldelser. Kylie nåede nummer to på UK Albums Chart den 10. juli 1988 og nåede omsider førstepladsen den 21. august 1988. Albummet blev certificeret seks gange platin den 5. januar 1989. Albummet solgte 1,8 million eksemplarer i 1988 og blev årets bedst sælgende album. I Australien nåede albummet andenpladsen på ARIA Charts og blev certificeret dobbeltplatin af Australian Recording Industry Association. Albummet nåede også hitlisterne i Tyskland, Norge og Schweiz. Den højeste placering for Kylie på Billboard 200 var nummer 53, og albummet blev certificeret guld i USA og platin i Canada.

## Singler
"I Should Be So Lucky" var den første single fra albummet. Sangen nåede førstepladsen i Australien og Storbritannien. "Got to Be Certain" blev den anden single og nåede førstepladsen i Australien. Men sangen var moderat succes i andre dele af verden og nåede nummer to i Storbritannien og toplisten i Tyskland og Schweiz.
"The Loco-Motion" blev udgivet som den tredje single og nåede toppen i Storbritannien. Singlen nåede førstepladsen i Canada og nummer tre på Billboard Hot 100. Den fjerde single, "Je Ne Sais Pas Pourquoi", nåede andenpladsen i Storbritannien. "It's No Secret" blev udgivet som den femte single i Australien, Nordamerika og Japan.

## Sporliste
Alle sange er skrevet og produceret af Mike Stock, Matt Aitken og Pete Waterman, undtagen "The Loco-Motion", som blev skrevet af Gerry Goffin og Carole King.
| #   | Titel                      | Længde |
| --- | -------------------------- | ------ |
| 1.  | "I Should Be So Lucky"     | 3:24   |
| 2.  | "The Loco-Motion"          | 3:14   |
| 3.  | "Je Ne Sais Pas Pourquoi"  | 4:01   |
| 4.  | "It's No Secret"           | 3:58   |
| 5.  | "Got to Be Certain"        | 3:19   |
| 6.  | "Turn It into Love"        | 3:37   |
| 7.  | "I Miss You"               | 3:17   |
| 8.  | "I'll Still Be Loving You" | 3:51   |
| 9.  | "Look My Way"              | 3:36   |
| 10. | "Love at First Sight"      | 3:08   |

## Hitlister
| Hitliste (1988)                  | Placering |
| -------------------------------- | --------- |
| Australien (ARIA Charts)         | 2         |
| Østrig (Ö3 Austria Top 40)       | 15        |
| Tyskland (Media Control Charts)  | 8         |
| Japan (Oricon)                   | 30        |
| Norge (VG-lista)                 | 10        |
| New Zealand (RIANZ)              | 1         |
| Sverige (Sverigetopplistan)      | 22        |
| Schweiz (Schweizer Hitparade)    | 7         |
| Storbritannien (UK Albums Chart) | 1         |
| USA (Billboard 200)              | 53        |

## Salg og certificering
| Land                    | Certificering | Salg       |
| ----------------------- | ------------- | ---------- |
| Australien (ARIA)       | 6× Platina    | 420.000+   |
| Frankrig (SNEP)         | Platina       | 300.000+   |
| Finland (IFPI Finland)  | Guld          | 25.000     |
| Tyskland (IFPI Germany) | Guld          | 250.000+   |
| Schweiz (IFPI)          | Platina       | 50.000+    |
| Storbritannien (BPI)    | 6× Platina    | 2.100.000+ |
| USA (RIAA)              | Guld          | 500.000+   |